# Азовський Іван Геннадійович
Іван Геннадійович Азовський (нар. 1 жовтня 1964, Гур'єв, Казахська РСР) — радянський та казахський футболіст, захисник, згодом — тренер.

## Клубна кар'єра
Вихованець Казахського республіканського спортінтернату міста Алмати. Кар'єру гравця розпочав у гур'євському «Прикаспійці» на позиції захисника. В подальшому грав у таких командах, як «Кайрат», «Шахтар» (Караганда) й СКІФ. Пік кар'єри припав на команду «Цілинник», в її складі ставав неодноразовим призерам Другої ліги СРСР.
Після розпаду СРСР виїхав до Росії. З 1992 по 1994 роки захищав кольори нижчолігового «Металург» (Магнітогорськ). У 1995 році повернувся до Казахстану, де виступав у складі «Цесни».
У 1995 році виїхав до України, де підписав контракт з вищоліговим «Кривбасом». Дебютував за криворізьку команду 6 серпня 1995 року в програному (1:3) домашньому матчі 4-го туру чемпіонату України проти львівських «Карпат». Іван вийшов у стартовому складі та відіграв увесь матч. Цей поєдинок виявився для Івана Азовського єдиним у футболці «Кривбаса».
У 1996 році Іван виступав у «Кокше», зіграв 10 матчів. Того ж року перейшов до складу «Автомобіліста» (Шортанди), де в 1997 році й завершив кар'єру футболіста.

## Кар'єра тренера
З січня по липень 1998 року був головним тренером «Хіміка» (Степногорськ), пізніше працював тренером у цьому ж клубі. З 2003 по 2006 роки працював на тренерських посадах у клубах «Жастар», «Тараз» та «Астана». У 2007 році працював головним тренером столичного клубу. У 2008 році спочатку став тренером, а згодом і головним тренером карагандинського «Шахтаря». У 2009 році був тренер з фізичної підготовки футбольного клубу «Жетису». 2010 року очолив «Астану». З 2011 року - спочатку тренер з фізичної підготовки, а згодом і головний тренер футбольного клубу «Атирау». З 2013 по 2014 роки працював тренером у клубі «Астана». З 2015 року працював тренером та головним тренером клубу «Жетису», а згодом став його директором.

## Особисте життя
Сини Єгор і Максим - також професійні футболісти.

## Досягнення
- Друга ліга СРСР
  -  Срібний призер (1): 1985
  -  Бронзовий призер (2): 1986, 1989